# 小嶋凛
小嶋 凛（こじま りん、2001年1月31日 - ）は、日本の女性タレント、歌手。神奈川県出身。タンバリンアーティスツ所属。フレオマネジメント所属のアイドルグループ・Glim Assemblerのメンバー。A応P、YUMEADO EUROPE、Neo Standardの元メンバー。

## 略歴
- 2017年5月、「A応Pメンバー候補生オーディション」に合格し、A応Pの候補生ユニット「A応P ZERO」として活動開始。
- 2018年3月、「A応P」へ昇格し、正規メンバーとなる。イメージカラーは「イエロー」。
- 2020年12月、2021年3月31日でA応P活動終了を発表、終了後も芸能活動を続けていく事も発表。
- 2021年3月31日、A応P活動終了と共にJTBエンタテインメントから退所。
- 2021年6月1日、有限会社タンバリンアーティスツ所属と発表。
- 2021年6月28日、「YUMEADO EUROPE」にRin（メンバーカラーは「イタリアングレープ」）として7月3日から加入することを発表[1]。
- 2023年5月3日、「Gemstone7」名義でシングルCD「リアルダイヤモンド / イセカイジュエリー」を発売。
- 2023年5月5日、「YUMEADO EUROPE」を卒業。
- 2023年5月15日、「Neo Standard」のメンバー（メンバーカラーは「Neo Purple」）としてデビュー。
- 2023年7月23日、Neo Standardが活動終了。
- 2023年9月5日、Glim Assemblerに新メンバー（ブルー担当)として加入することが発表された。[2]

## 人物
- 思春期全開の学園アニメが好きであり、特に好きなアニメに「やはり俺の青春ラブコメはまちがっている。」、「ようこそ実力至上主義の教室へ」、「クズの本懐」、「RDG レッドデータガール」、「貧乏神が!」を挙げている[3]。
- 趣味は、「音ゲー」「振りコピ」[3]。
- 特技は、「運動」、「ピアノ」[3]。
- 高校時代はバドミントン部に所属。

## 出演

### 舞台
2021年
- サイキック学園〜青春超能力バトル〜[4]

2022年
- ペインティング・バーレスク〜天使がいた場所〜[5]

### イベント
2019年
- みらくる青空ナイトVol.10～キイロダイバー～黄色No.１決定戦[6]